# Jordi de Déu
Jordi de Déu, más tarde Jordi Johan (Mesina siglo XIV - 1418 ?) fue un escultor gótico español de origen griego.
Fue comprado como esclavo por el escultor Jaime Cascalls. En 1363 hay las primeras noticias de trabajo junto a su amo en los sepulcros reales del monasterio de Poblet. Intervino junto a Cascalls en la realización de las estauas de los apóstoles para la puerta principal de la catedral de Tarragona entre los años 1370 y 1377.
Cuando murió Cascalls, el rey Pedro el Ceremonioso lo nombró maestro mayor de los sepulcros reales en el año 1381.
En 1385 realizó un retablo en Vallfogona de Riucorb (Cuenca de Barberá) así como el retablo en alabastro de San Lorenzo en la iglesia de Santa Coloma de Queralt en el año 1386. 
Ya en Barcelona el obispo Ramon d'Escales le encargó unas imágenes para la pared del coro de la catedral y las esculturas del Arcángel San Gabriel y la Virgen de la Anunciación para una escalera también de la Catedral.
Para el Monasterio de Santa María de Ripoll recibió el encargo de esculpir para el claustro 50 capiteles con figuras, 28 bases y 28 cimacios.
Se encargó de la decoración escultórica general en la fachada gótica del Ayuntamiento de Barcelona, hecha en 1400 en la que ya firma con el apellido Johan, creyéndose que es cuando alcanzó la libertad.
Tuvo dos hijos escultores Antonio y Pere Johan este último alcanzó gran notoriedad.

## Monasterio de Poblet

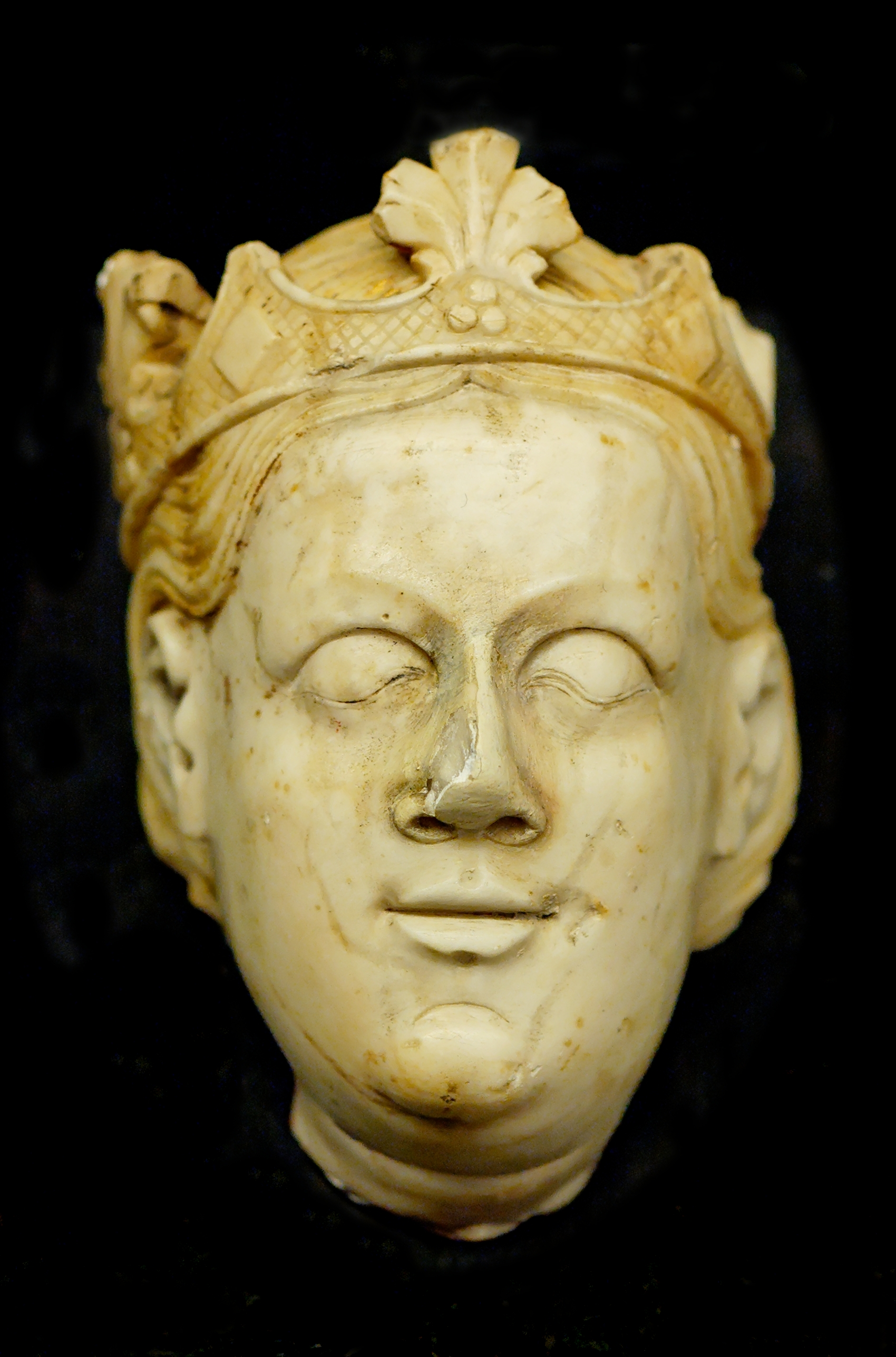
Cabeza real yacente, en alabastro, fragmento procedente de la iglesia abacial de Poblet; mediados del siglo XIV.
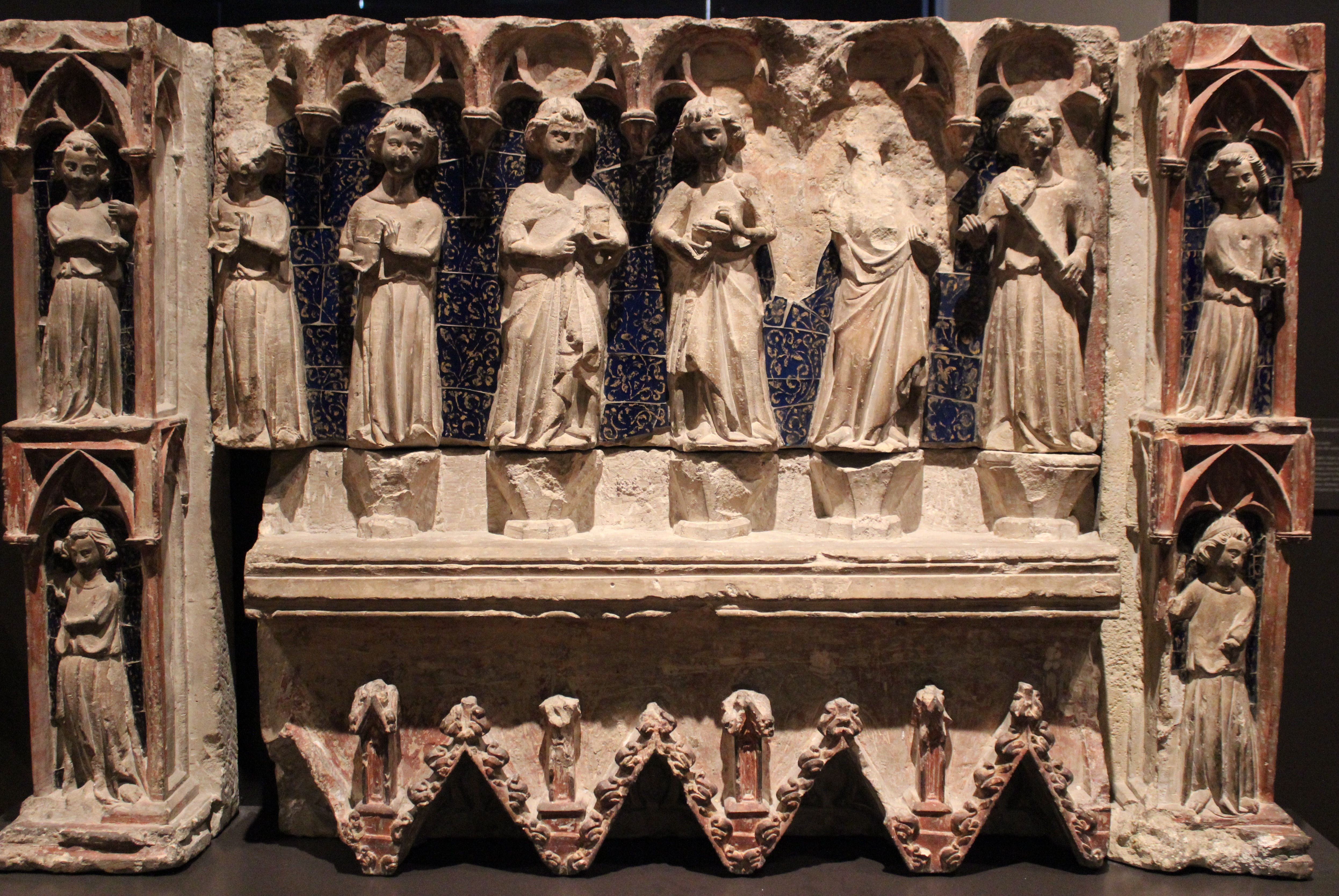
Fragmento de las sepulturas reales de Poblet atribuido a Jordi de Déu; Madrid, M.A.N.